# メモリーズ・ラスト
「メモリーズ・ラスト」は、日本の歌手・黒崎真音の2作目のシングル。

## 解説
表題曲「メモリーズ・ラスト」は、テレビアニメ『とある魔術の禁書目録II』の後期エンディングテーマ、カップリングの「Best friends」は、コミックスに付属されるOVA『学園黙示録 HIGHSCHOOL OF THE DEAD』のエンディングテーマとして採用されている。前作「Magic∞world」同様、作詞は黒崎自身が手掛けている。
初回限定盤と通常盤の2種類の仕様でリリースされ、前者には「メモリーズ・ラスト」のPVを収録したDVDが同梱されている。PVでは、80年代風のアイドルを思わせる衣装を披露している。また"ゲームアイドル"の古川未鈴（でんぱ組.inc）が出演していると古川自身のブログで書かれている。
ジャケットには、『とある魔術の禁書目録』のキャラクター・一方通行（アクセラレータ）と打ち止め（ラストオーダー）が描かれている。「メモリーズ・ラスト」は、この2人をテーマに作詞された。
1月29日、30日にアニメイト4店舗で、発売記念キャンペーンとして握手会と本人による予約取りが行われた。また、3月12日にTBホール、13日にアニメイト名古屋店と秋葉原店で、発売記念イベントが予定されている。

## 収録曲
（全作詞：黒崎真音）
1. メモリーズ・ラスト [4:06]
作曲：中沢伴行、編曲:中沢伴行・尾崎武士
AT-XおよびUHF系各局放送テレビアニメ『とある魔術の禁書目録II』後期エンディングテーマ
2. Best friends [4:55]
作曲・編曲：齋藤真也
OVA『学園黙示録 HIGHSCHOOL OF THE DEAD』エンディングテーマ
3. メモリーズ・ラスト -instrumental-
4. Best friends -instrumental-

DVD（初回限定盤のみ）
1. メモリーズ・ラスト（PV）

## 収録アルバム
| 曲名               | アルバム             | 発売日         |
| ------------------ | -------------------- | -------------- |
| メモリーズ・ラスト | 『Butterfly Effect』 | 2011年11月30日 |